# Grobog Wetan
Grobog Wetan is een bestuurslaag in het regentschap Tegal van de provincie Midden-Java, Indonesië. Grobog Wetan telt 6399 inwoners (volkstelling 2010).